# Ivan Mihalović
Ivan Mihalović (Baja, 1820. – Baja, 1877.) je bio bački hrvatski kulturni radnik.
Radio je kao učitelj u Baji.
1872. je objavio čitanku na hrvatskom jeziku za katoličke pučke učionice, odnosno za Hrvate u Ugarskoj.
Za povijest hrvatske gramatike i leksikografije je značajan što je 1874. objavio gramatiku hrvatskog jezika Gyakorlati Ilir nyelvtan odnosno Slovnicu ilirskog jezika, čije je drugo izdanje izašlo 1881. Djelo je objavio u Baji.